# Eulonche oblinita
Eulonche oblinita là một loài bướm đêm trong họ Noctuidae.